# Pak Se-yong
Pak Se-yong (박세영?, 朴世永?; Seul, 7 luglio 1902 – Pyongyang, 28 febbraio 1989) è stato un poeta e politico nordcoreano, noto per aver scritto il testo dell'inno della Repubblica Popolare Democratica di Corea (Corea del Nord) Aegukka e per il suo ruolo politico fin dai primi giorni dopo la nascita del nuovo Paese, la Corea del Nord.

## Biografia
Pak, nacque nel 1902 a Seul, in Corea del Sud, la provincia si trova al confine con la Corea del Nord ma, a quei tempi la Corea era unita. Dopo la resa del Giappone nell'agosto 1945, la Corea venne liberata dal suo dominio e venne occupata a Nord dall'Unione Sovietica e a Sud dagli Stati Uniti, un anno dopo Pak, entrò nella parte settentrionale della penisola coreana, occupata dai sovietici. La Corea del Nord, nacque nel 1948 e proprio in quell'anno divenne membro dell'Assemblea Popolare Suprema. Finì di scrivere l'inno della Corea del Nord Aegukka nel giugno 1947 e la melodia venne composta da Kim Wŏn'gyun. Dopo aver unito testo e musica, l'inno fu subito accettato e quando nel 1948 la Corea divenne divisa in due, la Corea del Nord adottò Aegukka come inno ufficiale, tuttora in uso. Pak, ha composto negli anni successivi altre innumerevoli opere. È morto il 28 febbraio 1989 all'età di 86 anni, nella capitale Pyongyang, per ragioni naturali.